# 해역
해역(海域)은 바다 위의 일정한 부분을 말한다. 일반적으로, 현상에 대한 설명이나 수산업과 같은 산업에서 특정 지역을 정의하여 사용하는 경우가 많다.

## 같이 보기
- 연해
- 해협
- 수역